# Dhuri
Dhuri è una città dell'India di 49.290 abitanti, situata nel distretto di Sangrur, nello stato federato del Punjab. In base al numero di abitanti la città rientra nella classe III (da 20.000 a 49.999 persone).

## Geografia fisica
La città è situata a 30° 22' 0 N e 75° 52' 0 E e ha un'altitudine di 235 m s.l.m..

## Società

### Evoluzione demografica
Al censimento del 2001 la popolazione di Dhuri assommava a 49.290 persone, delle quali 26.471 maschi e 22.819 femmine. I bambini di età inferiore o uguale ai sei anni assommavano a 5.930, dei quali 3.261 maschi e 2.669 femmine. Infine, coloro che erano in grado di saper almeno leggere e scrivere erano 33.290, dei quali 19.063 maschi e 14.227 femmine.